# Arthur Melvin Okun
Melvin Arthur Okun (Jersey City, 28 novembre 1928 – Washington, 23 marzo 1980) è stato un economista statunitense.

## Biografia
È stato il presidente del Consiglio dei Consulenti Economici tra il 1968 e il 1969. Prima di essere al CEA, è stato professore presso l'Università di Yale, e poi ricercatore presso il Brookings Institution a Washington.
Okun è noto in particolare per la formulazione della legge di Okun, una relazione osservata che afferma che per ogni aumento dell'1% del tasso di disoccupazione, di un paese il suo  PIL sarà circa un ulteriore 2% inferiore al suo PIL potenziale. Egli è anche conosciuto come il creatore del concetto di soglia di povertà.

## Opere
- Equality and Efficiency: The Big Trade Off (Washington, Brookings, 1975)
- Prices and Quantities: A Macroeconomic Analysis